# 바이스미스
바이스미스(독일어: Weissmies, 4,017m)는 스위스 발레주의 자스-페 마을 근처 페나인 알프스에 있는 산이다. 산맥 중 가장 동쪽에 있는 4천이다.

## 지리
바이스미스는 서쪽의 자스탈 계곡과 동쪽의 심플론 계곡을 분리하는 대산괴의 주요 알파인 사슬에 위치하고 있다. 대산괴는 북쪽에 거의 같은 고도인 라긴호른과 플레치호른에 있는 두 개의 다른 주요 정상으로 구성되어 있다. 산은 북쪽의 라긴요흐(3,500m)와 남쪽의 츠비시베르겐 고개(3,260m) 사이에 있다.
바이스미스는 알프스에서 세 번째로 높은 정상인 서쪽의 돔산을 마주보고 있는 자스탈을 둘러싼 10개의 4천 산 중 하나이다.

## 등반

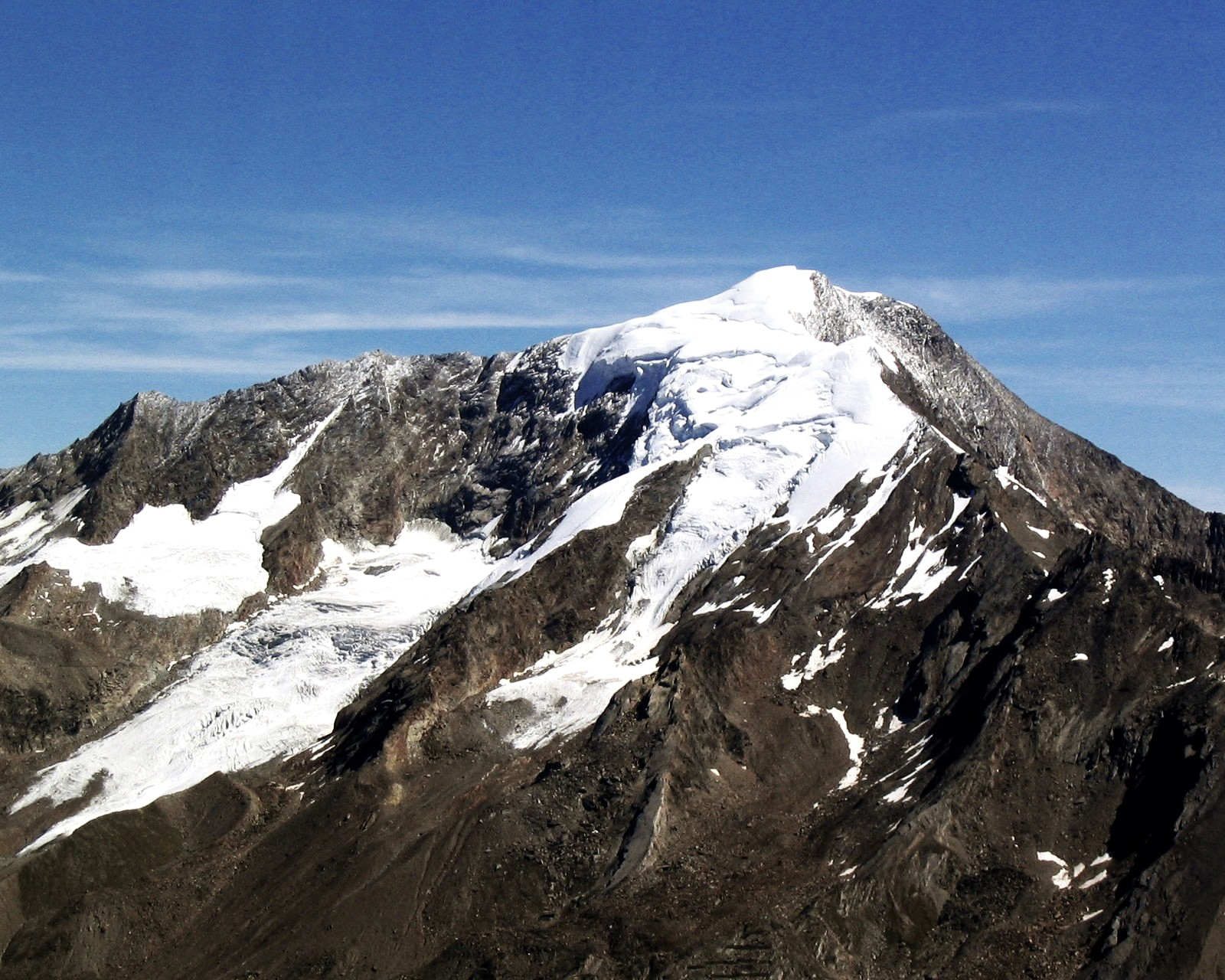
서쪽에서 본 풍경

1855년 야콥 크리스티안 호이서와 페터 요제프 추르브리겐이 트리프트그라트를 통해 처음 등정했다. 현지 가이드가 도움 없이 정상을 오를 수 있다고 믿지 않았기 때문에 등반은 약간의 논란에 휩싸였다. 그들이 호이서와 추르브리겐의 발자국을 따라 정상에 올랐을 때, 그들은 가장 높은 지점에 도달했음을 발견했다.
동쪽면은 1876년 10월 17일 JA 피블스, EP 잭슨과 마가렛 잭슨이 가이드 P. 슐레겔, U. 루비와 J. 마틴과 함께 등정했다. 더 어려운 남쪽면은 1884년 CH 윌슨, A. 부르게너가 등정했다. J. 퍼러. 2주 후, WH와 E. 파이네는 T. 안덴마텐과 P. 추르브리겐과 함께 북쪽 능선에 루트를 개설했다.
트리프트 빙하/남서 능선(트리프트그라트) 루트로의 접근은 이제 사실상 빙하 가장자리에 위치한 호자스(3,100m)까지 리프트를 통해 만들 수 있다. 호자스에서 등반하는 데 약 4시간이 소요되며, 40도까지의 경사와 크레바스가 포함된다. 또 다른 루트는 남쪽 능선 기슭의 츠비시베르겐 고개(알마겔러 산장 위)에서 시작된다.